# Кубок европейских чемпионов по волейболу среди женщин 1986/1987
27-й розыгрыш Кубка европейских чемпионов по волейболу среди женщин проходил с 1 ноября 1986 по 15 февраля 1987 года с участием 24 клубных команд стран-членов Европейской конфедерации волейбола (ЕКВ). Финальный этап был проведён в Карлсруэ (ФРГ). Победителем турнира в 4-й раз в своей истории стала советская команда «Уралочка» (Свердловск).

## Команды-участницы
| Страна       | Команда                            |                                           |
| ------------ | ---------------------------------- | ----------------------------------------- |
| Австрия      | «Тироль» (Инсбрук)                 | Чемпион Австрии 1986                      |
| Бельгия      | «Дендерхаутем» (Дендерлеу)         | Чемпион Бельгии 1986                      |
| Болгария     | ЦСКА «Септемврийско Знаме» (София) | Чемпион Болгарии 1986                     |
| Венгрия      | «Уйпешти Дожа» (Будапешт)          | Чемпион Венгрии 1986                      |
| ГДР          | «Динамо» (Берлин)                  | Чемпион ГДР 1986                          |
| Греция       | «Филатлитикос» (Салоники)          | Чемпион Греции 1986                       |
| Испания      | «Тормо-Барбера» (Хатива)           | Чемпион Испании 1986                      |
| Италия       | «Олимпия Теодора» (Равенна)        | Чемпион Италии 1986                       |
| Кипр         | АЭЛ (Лимасол)                      | Чемпион Кипра 1986                        |
| Люксембург   | «Олимпик» (Люксембург)             | Чемпион Люксембурга 1986                  |
| Нидерланды   | «Аверо-Олимпус» (Снек)             | Чемпион Нидерландов 1986                  |
| Норвегия     | «КФУМ Осло» (Осло)                 | Чемпион Норвегии 1986                     |
| Польша       | «Чарни» (Слупск)                   | Чемпион Польши 1986                       |
| Португалия   | «Лейшойнш» (Матозиньюш)            | Чемпион Португалии 1986                   |
| СССР         | ЦСКА (Москва)                      | победитель розыгрыша Кубка чемпионов 1986 |
| СССР         | «Уралочка» (Свердловск)            | Чемпион СССР 1986                         |
| Турция       | «Эджзаджибаши» (Стамбул)           | Чемпион Турции 1986                       |
| Финляндия    | «Васама» (Вааса)                   | Чемпион Финляндии 1986                    |
| Франция      | «Кламар» (Кламар)                  | Чемпион Франции 1986                      |
| ФРГ          | «Байерн-Лоххоф» (Унтершлайсхайм)   | Чемпион ФРГ 1986                          |
| Чехословакия | «Руда Гвезда» (Прага)              | Чемпион Чехословакии 1986                 |
| Швейцария    | «Уни» (Базель)                     | Чемпион Швейцарии 1986                    |
| Швеция       | «Соллентуна» (Соллентуна)          | Чемпион Швеции 1986                       |
| Югославия    | «Палома-Браник» (Марибор)          | Чемпион Югославии 1986                    |

## Система проведения розыгрыша
В турнире принимали участие чемпионы 23 стран-членов ЕКВ и действующий обладатель Кубка чемпионов ЦСКА (СССР). Соревнования состояли из 1-го раунда, 1/8 и 1/4 финалов плей-офф и финального этапа.
Финальный этап состоял из однокругового турнира с участием четырёх победителей четвертьфинальных пар.

## 1-й раунд
1—9.11.1986
 «Аверо-Олимпус» (Снек) —  «Лейшойнш» (Матозиньюш)
1 ноября. 3:0 (15:8, 15:3, 15:1).
9 ноября. 3:0 (15:2, 15:6, 15:5).
 «Филатлитикос» (Салоники) —  «Тироль» (Инсбрук)
2 ноября. 3:1.
9 ноября. 1:3.
 «Тормо-Барбера» (Хатива) —  «Дендерхаутем» (Дендерлеу)
2 ноября. 3:2 (13:15, 15:10, 15:10, 4:15, 15:12).
9 ноября. 3:0.
 «Васама» (Вааса) —  «КФУМ Осло» (Осло)
2 ноября. 3:1 (15:7, 15:10, 11:15, 15:7).
9 ноября. 0:3 (8:15, 11:15, 7:15). От дальнейшего участия в розыгрыше «КФУМ Осло» отказался и в 1/8 включена команда «Васама».
 «Палома-Браник» (Марибор) —  ЦСКА «Септемврийско Знаме» (София)
2 ноября. 1:3.
8 ноября. 0:3.
 «Соллентуна» —  «Уни» (Базель)
2 ноября. 3:0.
10 ноября. 3:1.
 «Кламар» —  «Олимпик» (Люксембург)
2 ноября. 3:0.
9 ноября. 3:0.
 «Эджзаджибаши» (Стамбул) —  «Руда Гвезда» (Прага)
1 ноября. 0:3.
2 ноября. 0:3. Оба матча прошли в Стамбуле.
От участия в 1-м раунде освобождены:
| ЦСКА (Москва) «Уралочка» (Свердловск) «Олимпия Теодора» (Равенна) «Динамо» (Берлин) | «Уйпешти Дожа» (Будапешт) «Байерн-Лоххоф» (Унтершлайсхайм) «Чарни» (Слупск) АЭЛ (Лимасол) |

## 1/8 финала
6—13.12.1986
 «Уралочка» (Свердловск) —  «Чарни» (Слупск)
6 декабря. 3:0.
13 декабря. 3:0.
 «Васама» (Вааса) —  «Уйпешти Дожа» (Будапешт)
6 декабря. 0:3.
13 декабря. ?
 «Байерн-Лоххоф» (Унтершлайсхайм) —  АЭЛ (Лимасол)
5 декабря. 3:0.
7 декабря. 3:0. Оба матча прошли в ФРГ.
 «Кламар» —  ЦСКА (Москва)
6 декабря. 0:3.
13 декабря. 0:3 (4:15, 0:15, 7:15).
 «Соллентуна» —  ЦСКА «Септемврийско Знаме» (София)
7 декабря. 1:3.
13 декабря. ?
 «Тормо-Барбера» (Хатива) —  «Олимпия Теодора» (Равенна)
6 декабря. 0:3 (5:15, 3:15, 0:15).
13 декабря. 0:3 (1:15, 6:15, 8:15).
 «Динамо» (Берлин) —  «Аверо-Олимпус» (Снек)
6 декабря. 1:3 (15:7, 9:15, 8:15, 17:19).
13 декабря. 3:1 (15:6, 14:16, 15:5, 15:11). Общий счёт игровых очков по итогам двух матчей 108:94.
 «Тироль» (Инсбрук) —  «Руда Гвезда» (Прага)
6 декабря. 1:3 (15:11, 1:15, 5:15, 3:15).
13 декабря. 0:3 (1:15, 7:15, 8:15).

## Четвертьфинал
14—21.01.1987
 «Уралочка» (Свердловск) —  «Уйпешти Дожа» (Будапешт)
14 января. 3:1 (13:15, 15:2, 15:4, 15:2).
21 января. 3:2.
 «Руда Гвезда» (Прага) —  ЦСКА (Москва)
14 января. 1:3 (6:15, 7:15, 15:9, 3:15).
21 января. 0:3 (10:15, 6:15, 6:15).
 «Байерн-Лоххоф» (Унтершлайсхайм) —  «Олимпия Теодора» (Равенна)
14 января. 0:3 (2:15, 7:15, 12:15).
21 января. 0:3.
 «Динамо» (Берлин) —  ЦСКА «Септемврийско Знаме» (София)
14 января. 3:0.
21 января. 3:0.

## Финальный этап
13—15 февраля 1987.  Карлсруэ.
Участники:
 «Уралочка» (Свердловск)

 ЦСКА (Москва)

 «Олимпия Теодора» (Равенна)

 «Динамо» (Берлин)
Команды-участницы провели однокруговой турнир, по результатам которого определена итоговая расстановка мест.

### Результаты
| М | Команда                     | 1   | 2   | 3   | 4   | И | В | П | С/П | О |
| - | --------------------------- | --- | --- | --- | --- | - | - | - | --- | - |
| 1 | «Уралочка» (Свердловск)     |     | 3:1 | 3:0 | 3:1 | 3 | 3 | 0 | 9:2 | 6 |
| 2 | «Олимпия Теодора» (Равенна) | 1:3 |     | 3:1 | 3:2 | 3 | 2 | 1 | 7:6 | 5 |
| 3 | «Динамо» (Берлин)           | 0:3 | 1:3 |     | 3:1 | 3 | 1 | 2 | 4:7 | 4 |
| 4 | ЦСКА (Москва)               | 1:3 | 2:3 | 1:3 |     | 3 | 0 | 3 | 4:9 | 3 |

13 февраля
 «Олимпия Теодора» —  «Динамо» Берлин
3:1 (15:6, 13:15, 15:9, 15:11)
 «Уралочка» —  ЦСКА 
3:1 (15:10, 15:6, 13:15, 15:13)
14 февраля
 «Уралочка» —  «Олимпия Теодора» 
3:1 (13:15, 15:7, 15:12, 15:2)
 «Динамо» Берлин —  ЦСКА 
3:1 (15:11, 3:15, 15:7, 15:6)
15 февраля
 «Уралочка» —  «Динамо» Берлин 
3:0 (15:1, 16:14, 15:9)
 «Олимпия Теодора» —  ЦСКА 
3:2 (15:11, 10:15, 9:15, 15:10, 15:10)

### Итоги

#### Положение команд
| «Уралочка» (Свердловск)     |
| «Олимпия Теодора» (Равенна) |
| «Динамо» (Берлин)           |
| 4. ЦСКА (Москва)            |

#### Призёры
«Уралочка» (Свердловск): Елена Волкова, Светлана Кунышева, Светлана Корытова, Марина Никулина, Валентина Огиенко, Ирина Пархомчук, Ирина Смирнова, Ольга Толмачёва, Е.Хакимова, Елена Чеснокова. Тренер — Николай Карполь.
 «Олимпия Теодора» (Равенна): Мануэла Бенелли, Лилиана Бернарди, Алессандра Дзамбелли, Бригитта Лесаге, Алессандра Лонги, Мелара, Россана Пази, Патриция Прати, Кристина Сапорити, Джина Торреальва, Патриция Фанара. Тренер — Серджо Гуэрра.
 «Динамо» (Берлин): Майке Арльт, Моника Бой, Хайке Вебер, Грит Науман, Хайке Йенсен, Сусанне Ламе, Уте Лангенау, Катрин Лангшвагер, Инес Пианка, Ариане Радфан, Констанц Радфан, Катлин Бонат. Тренер — Зигфрид Кёлер.